# Lopen op het water
Lopen op het water is een duet tussen Marco Borsato en Sita Vermeulen uit 2001. Het verscheen als nieuw nummer op Borsato's verzamelalbum Onderweg.
Het nummer is een Nederlandstalige bewerking van This Mystery van Troy Verges & Hillary Lindsey. "Lopen op het water" werd opgenomen ter gelegenheid van het huwelijk van toenmalig Prins Willem-Alexander en Máxima. De plaat verbleef vier weken op de nummer 1-positie in de Nederlandse Top 40. Ook in de Vlaamse Ultratop 50 werd de eerste positie gehaald.